# Властимир
Вла́стимир (серб. Властимир; ? — около 850 или 851 года) — великий жупан Сербии, сын Просигоя. Был основателем династии Властимировичей. К землям, которыми правил Властимир, относилась современные западная часть Сербии, северная Черногория и восток Боснии и Герцеговины.

## Биография
Точные дата и место рождения Властимира неизвестны. Его отцом был правитель Сербского княжества Просигой. Имя его матери в источниках не упоминается. Как писал в своём труде «Об управлении империей» византийский император Константин VII Багрянородный, Властимир был потомком того правителя, под чьим предводителем сербы прибыли на Балканский полуостров в VII в. Точные даты правления Властимира неизвестны. Историки предполагают, что он правил Сербией в то же время, когда Первым Болгарским царством правил хан Пресиан. По мнению сербского историка Тибора Живковича, Властимир взошел на престол не позднее 830 года. К этому моменту собственно Сербия и другие сербские государственные образования уже были полностью независимы от Византийской империи.
В первые годы своего правления Властимир поддерживал мирные отношения с Болгарией. Но вскоре Сербия подверглась болгарской экспансии. О ее причинах исследователи выдвигают различные гипотезы. Согласно одной из них, Властимир поддержал Византию в ее конфликте в болгарами и поход Пресиана был своего рода местью сербам. Согласно другой, не добившись успехов в войне с Византией, Пресиан хотел расширить свои владения за счет Сербии. Константин VII Багрянородный полагал, что хан Пресиан намеревался подчинить сербов своей власти.
Точная дата начала войны неизвестна. По одной из версий, болгары атаковали в 839 году, а по другой — в 848 году. Конфликт продолжался три года и окончился поражением Болгарии. В походе против сербов Пресиан потерял большую часть своей армии. 
Властимир вел активную политику в Далмации, стремясь полностью подчинить себе населенные сербами жупании, располагавшиеся на побережье Адриатического моря. Дочь Властимира вышла замуж за Краину, сына жупана Белое, правившего Травунией. Вследствие этого брака Белое и Краина признали верховную власть Властимира. По версии Тибора Живковича, это произошло в 847 или 848 году. 
После смерти Властимира власть в Сербии перешла к его старшему сыну Мутимиру, который правил вместе со своими братьями Строимиром и Гойником.

### Брак и дети
- Имя жены Властимира не известно. У него было три сына и дочь[9]:
  - Мутимир, правитель Сербии
  - Строимир, соправитель Мутимира
  - Гойник, соправитель Мутимира
  - дочь; была замужем за Краиной, сыном жупана Белое Травунийского